# Megalurus punctatus
La yerbera maorí (Megalurus punctatus) es una especie de ave paseriforme de la familia Locustellidae endémica de Nueva Zelanda.

## Descripción
La yerbera de Nueva Zelanda alcanza unos 18 cm del pico a la punta de la cola, pero casi la mitad de esta longitud corresponde a la cola. Su plumaje en general es de color castaño claro con un denso veteado oscuro en las partes superiores. Su garganta y pecho son blancas con moteado negro, como en el resto de partes inferiores. Su cola es estrecha, de color pardo, y con su extremos de aspecto deslavazado y espinoso. 

## Distribución y hábitat
La yerbera maorí se encuentra en las dos islas principales del archipiélago de Nueva Zelanda, y algunas de las islas menores circundantes. Su hábitat natural son los humedales isleños. Este pájaro en el siglo XIX fue descrito por Walter Buller como «uno de nuestros más comunes», pero la sucesiva destrucción de su hábitat desde la colonización europea de las islas lo han hecho más escaso.

## Taxonomía
Fue descrita científicamente en 1830 por los zoólogos franceses Jean René Constant Quoy y Joseph Paul Gaimard. Se reconocen seis subespecies: 
- M. p. punctatus (se encuentra en la isla Sur);
- M. p. vealeae (presente en la isla Norte);
- M. p. stewartianus (endémica de isla Stewart);
- M. p. wilsoni (endémica de isla Codfish);
- M. p. caudatus (ocupa las islas Snares).

## Comportamiento
La yerbera de Nueva Zelanda es un pájaro de hábitos terrestres, reacio a levantar el vuelo, y suele desplazarse caminando o con pequeños vuelos ocasionales de menos de 15 metros, en busca de insectos para alimentarse. 
La época de cría se produce entre septiembra y febrero. Anida entre los juntos y otra vegetación palustre cercana al suelo. El nido consiste es un cuenco de juncos entretejidos con el interior forrado de plumas. La puesta suele ser de 2 o tres huevos de color blanquecino rosado con motas pardas o moradas.

## En la cultura maorí
Esta yerbera en la lengua maorí se denomina kōtātā o mātātā. En la cultura maorí tradicional la yerbera era considerada un «oráculo» o «pájaro sabio» (manu tohu). Sus cantos eran interpretados como anuncios de éxito o fracaso en las actividades diarias tales como la pesca, y a un nivel más grave también podían augurar tanto la prosperidad y la salud como desastres y muertes.